# Borexino
Borexino es un experimento de física de partículas que tiene como objetivo estudiar neutrinos de bajas energías (menores de 1 MeV). 

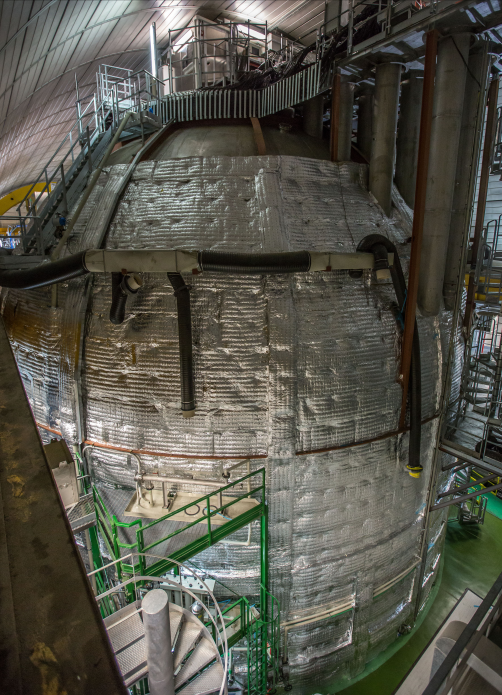
El observatorio Borexino en los Laboratorios Nacionales del Gran Sasso en septiembre de 2015. Se aprecia el recubrimiento térmico en instalación (material plateado), usado para estabilizar sus fluidos internos y mejorar ulteriormente su ya extraordinaria radiopureza.

El detector es el calorímetro de centelleador líquido más radio-puro del mundo, encargado de detectar neutrinos a través de su dispersión elástica en los electrones de las moléculas aromáticas del centelleador, que emiten señales luminosas digitalizables para su posterior análisis. El detector está contenido en una esfera de acero inoxidable de 13.7 m de diámetro, que se encarga también de servir de soporte mecánico para más de 2200 fotomultiplicadores (PMTs), y está protegido por un Tanque de Agua que le sirve de escudo frente a radiactividad natural externa y se encarga de identificar muones cósmicos que consiguen atravesar la gran masa de montaña bajo la que se encuentra.
El propósito principal del experimento es medir el flujo de neutrinos solares con alta precisión, en particular los provenientes del  decaimiento radioactivo de berilio-7 en el Sol. Esta medición permite profundizar el conocimiento de los procesos de fusión nuclear que se dan en el centro del Sol (por ej., las reacciones nucleares en sí, la composición solar, la opacidad de sus componentes, distribución de materia...), y también ayuda a determinar propiedades de la propagación y oscilación de neutrinos, entre ellas el "efecto materia" (Mikheyev–Smirnov–Wolfenstein). Otros objetivos del experimento incluyen la detección de neutrinos solares producidos por el boro-8, las cadenas pp y pep y el ciclo CNO, como también de antineutrinos procedentes de la Tierra y de centrales nucleares alrededor del mundo. Es también posible que Borexino detecte neutrinos producidos por supernovas dentro de nuestra galaxia. Por lo tanto, Borexino es miembro de SNEWS (Sistema de Alerta Temprana de Supernovas). Además de todo ello, sus datos se utilizan para búsquedas de procesos raros y partículas aún desconocidas.
El experimento está situado en los Laboratorios Nacionales del Gran Sasso (LNGS), cerca de L'Aquila, Italia, y está patrocinado por una colaboración internacional con investigadores de Italia, Estados Unidos, Alemania, Polonia, Francia y Rusia. Borexino es financiado por varias agencias nacionales, incluyendo el Instituto Nacional de Física Nuclear (INFN) y la Fundación Nacional de Ciencia americana (NSF). En mayo de 2010, Borexino cumplió 10 años desde el inicio de su toma de datos en 2007.
El proyecto SOX (Short-distance neutrino Oscillations with boreXino, u Oscilaciones de neutrinos a Corta distancia con boreXino) se hubiera encargado de estudiar la posible existencia de neutrinos estériles ligeros u otros efectos de oscilación anómalos a cortas distancias (en torno a metros) en la propagación de neutrinos, gracias a una fuente radiactiva situada a corta distancia del experimento. Este proyecto fue cancelado pocos meses antes de dar inicio (finales de 2017) debido a la imposibilidad de contar con una fuente lo suficientemente potente.

## Etimología
El nombre Borexino (o BOREXino, como venía escrito en los primeros documentos de planificación) deriva de la propuesta experimental de BOREX (BORon solar neutrino EXperiment, o EXperimento de neutrinos solares con BORO): un detector más grande (1 kT de masa fiducial, frente al 0.1 kT de masa fiducial actual de Borexino) que usaba un centelleador líquido diferente (TMB, trimetilborato), que finalmente no fue construido por el interés en conseguir mayor radiopureza, más sencillo con un aparato menos masivo, y por consideraciones de financiación.

## Resultados y cronología del experiment
- En mayo de 2007, el detector Borexino empezó a tomar datos.[7] Se publicó su primera detección, en tiempo real,[8] de neutrinos solares en agosto de ese mismo año.[9] El cuerpo de datos se amplió nuevamente en 2008[10] para ofrecer resultados actualizados.Las bandas grises comparan las regiones de energías, donde los tres telescopios de neutrinos solares capaces de medir la energía de los eventos son sensibles. Las predicciones para los neutrinos se muestran en una escala logarítmica. Super-Kamiokande y SNO pueden observar aproximadamente 0,02% del total, mientras que Borexino puede observar cada tipo de neutrino esperado.

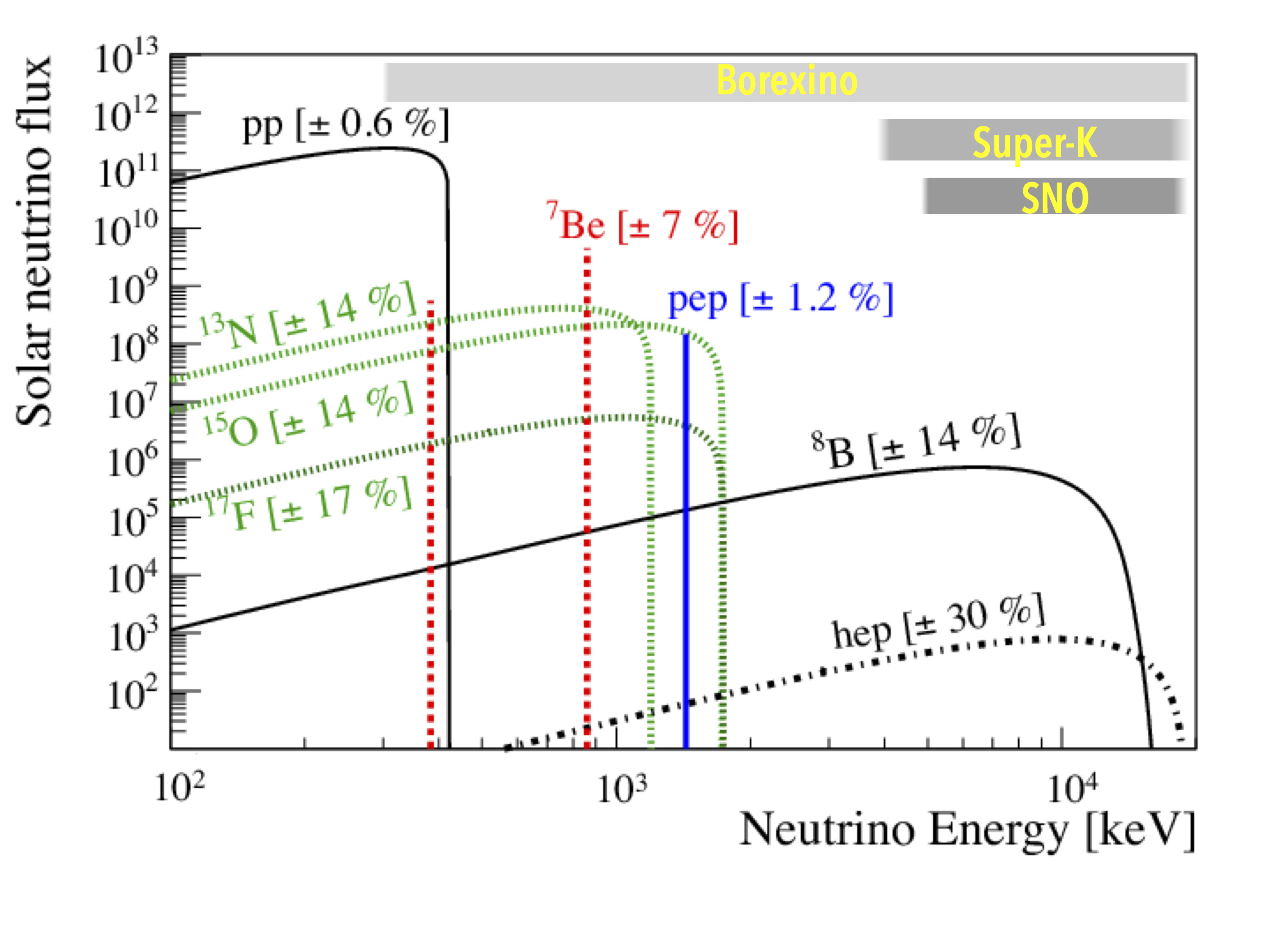
Las bandas grises comparan las regiones de energías, donde los tres telescopios de neutrinos solares capaces de medir la energía de los eventos son sensibles. Las predicciones para los neutrinos se muestran en una escala logarítmica. Super-Kamiokande y SNO pueden observar aproximadamente 0,02% del total, mientras que Borexino puede observar cada tipo de neutrino esperado.

- En 2010, se observaron geo-neutrinos provenientes del interior de la Tierra por primera vez. Los geo-neutrinos son anti-neutrinos electrónicos producidos en desintegraciones de los isótopos radiactivos del uranio, torio, potasio, y rubidio contenidos en el interior del planeta, aunque solo los neutrinos provenientes de la cadena de desintegración del 238U/232Th son visibles por Borexino,[11] debido al umbral de detección impuesto por la reacción que permite al detector observar neutrinos: el decaimiento beta inverso (IBD). Ese mismo año, se publicó la medida a más bajo umbral energético (3 MeV) del flujo de neutrinos provenientes de la reacción del 8B en el Sol.[12] Además, se llevó a cabo una importante campaña de calibración del detector con varias fuentes radiactivas de baja intensidad,[13] con el objetivo de determinar con alta precisión la respuesta del experimento a señales conocidas similares a las que estudia.
- En 2011, el experimento publicó la medición más precisa[14] en esa época del flujo de neutrinos solares del berilio-7, así como la primera prueba de la existencia de neutrinos solares producto de reacciones protón-electrón-protón (reacciones pep).[15]
- En 2012, se publicaron los resultados de las mediciones de la velocidad de los neutrinos que viajaron desde el CERN a Gran Sasso en la campaña CNGS (CERN Neutrinos to Gran Sasso). Los resultados fueron consistentes con la velocidad de la luz,[16] como se esperaba, y se probó que no lograron superarla. También se llevó a cabo una importante campaña de purificación del centelleador líquido, con el objetivo de reducir aún más sus niveles ultra-bajos de contaminantes radiactivos (se logró reducirlos hasta 15 órdenes de magnitud, o mil billones de veces, por debajo de los niveles típicos de radiactividad natural de fondo).
- En el año 2013, Borexino estableció un límite en los parámetros de neutrinos estériles.[17] También se extrajo una señal de geo-neutrinos[18] que permitió dar una idea de la actividad de los elementos radiactivos en la corteza terrestre.[19]
- En 2014, publicaron un análisis de la actividad de fusión protón-protón en el núcleo solar;[20] esta reacción de fusión es importante porque es la responsable del 99% de la energía que irradia el Sol. Además, al encontrar una correlación entre la energía electromagnética irradiada hoy día (que tarda entre diez y cien mil años en salir del Sol desde las zonas de fusión de hidrógeno) y la predicha por la medida de los neutrinos pp (que solo tardan unos 8 minutos en llegar a la Tierra desde su producción en el núcleo solar), se verificó la estabilidad del sol en los últimos ~105 años. Teniendo en cuenta la oscilación de neutrinos dentro del Sol según el efecto MSW, el flujo de neutrinos pp es consistente con el Modelo Solar Standard. Se debe notar que otros experimentos sensibles a los neutrinos de baja energía como los pp (GALLEX/GNO, SAGE) consiguieron contar todos los neutrinos por encima de una cierta energía, pero Borexino es el primero en conseguir separar la contribución de neutrinos provenientes de cada reacción en particular (es decir, es capaz de efectuar una medida espectroscópica de los neutrinos solares).
- En 2015, se presentó un análisis espectral de los geo-neutrinos,[21] y el mejor límite mundial sobre la no-conservación de la carga eléctrica. Además, se instaló un versátil Sistema de Monitorización y Gestión de las Temperaturas en Borexino,[22] en varias fases durante todo 2015. Consiste en un Sistema de Sensores Térmicos Latitudinales de alta precisión, compuesto por más de 65 sensores instalados desde finales de 2014; y en el Sistema de Aislamiento Térmico, que minimiza la influencia de las temperaturas del ambiente externo en los fluidos internos de Borexino gracias a una capa de material aislante en las paredes del Tanque de Agua, con el objetivo de estabilizar la fluidodinámica interna,[23] reduciendo la mezcla de los fluidos y mejorando aún más los niveles de radiopureza. Más tarde en 2015, Borexino también presentó el mejor límite en la vida media del electrón (a través de la hipótesis del decaimiento e−→γ+ν),[24] proporcionando el mejor límite en la conservación de la carga eléctrica hasta ahora.
- En 2017, Borexino publicó la primera medida espectroscópica de banda ancha del espectro de neutrinos solares,[25] incluyendo la determinación a alta precisión de las contribuciones simultáneas de los flujos de neutrinos provenientes del 7Be, pep y pp, extraídos de la misma ventana energética (190-2930 keV). Estas medidas alcanzaron precisiones de hasta el 2,7% (en el caso del berilio-7) y establecieron un nivel de confianza estadística de 5σ en la detección de los neutrinos pep. Asimismo, se consiguió un límite superior en el flujo de los muy buscados neutrinos CNO compatible con los resultados anteriores, pero con presupuestos mucho más libres, lo que hizo el resultado más robusto. Estos resultados fueron posibles gracias, por un lado, a la mucha mayor cantidad de datos recabados a lo largo de los años de operaciones, y por otro, a las nuevas técnicas de análisis de datos y la simulación de MonteCarlo[26] de vanguardia de todo el detector. Además, también se publicó una observación actualizada de los neutrinos del boro-8 con datos de la Fase I y II (2008-2016), lo que duplicó la precisión de la medida anterior, y comenzó a apuntar hacia una ligera preferencia por el SSM de alta metalicidad (HZ), considerando todos los datos de neutrinos solares disponibles en esa fecha. Se publicó también una mejora de la sensibilidad a la modulación estacional de los neutrinos solares,[27] utilizando el flujo de neutrinos del berilio-7. Ese mismo año, se publicó el mejor límite superior para el momento magnético del neutrino,[28] basado en observación directa. Se buscó además una señal de neutrinos que coincidiese con las señales de ondas gravitacionales por fusión de agujeros negros binarios GW150914, GW151226 y GW170104, rechazándose la existencia de dicha señal hasta donde puede alcanzar la sensibilidad de Borexino,[29] como se esperaba.

## Proyecto SOX
El proyecto SOX (Short-distance neutrino Oscillations with boreXino) tiene como objetivo la confirmación, o alternativamente el rechazo sin ambigüedad, de las llamadas "anomalías de neutrinos": una serie de pruebas circunstanciales de la desaparición, no explicable con los modelos actuales, de neutrinos electrónicos observada en varios experimentos (LSND, MiniBooNE, detectores alrededor de reactores nucleares, experimentos de detección con galio y fuentes radiactivas como GALLEX y SAGE). Si tiene éxito, SOX demostrará la existencia de componentes estériles (que no interaccionen a través de la interacción electrodébil) que se mezclen con los neutrinos electrónicos, abriendo una nueva era en la física de partículas fundamentales y la cosmología. Una señal sólida en este sentido sería el primer descubrimiento de partículas más allá del Modelo Estándar (BSM), y tendría implicaciones profundas en el conocimiento actual de la física de partículas y del Universo en general. En caso de un resultado negativo, por otra parte, se encargará de cerrar un largo debate sobre la solidez de las anomalías neutrínicas, llevando a cabo una amplia búsqueda de nueva física en las interacciones de neutrinos de baja energía. En cualquiera de los casos, ofrecerá una buena medida del momento magnético del neutrino, el ángulo de Weinberg θW, así como de otros parámetros básicos de la Física. También servirá como una excelente calibración energética de Borexino, lo que sería muy beneficioso para la contextualización de futuras mediciones del experimento.
SOX utilizará un potente (~150 kCi) y innovador generador de antineutrinos electrónicos basado en el cerio/praseodimio-144 (144Ce/144Pr), y quizás en un futuro otro generador basado en el cromo-51 (que emitiría neutrinos electrónicos y necesitaría un tiempo de medida bastante menor). Este generador será emplazado a poca distancia (8.5 m) del detector: en realidad, bajo él: existe un pequeño túnel construido ex-profeso bajo Borexino antes de que se erigiese el detector, con la idea de que precisamente podría acoger fuentes radioactivas para experimentos que las necesitasen. Este generador proporcionara decenas de miles de interacciones limpias de antineutrinos en el volumen activo de Borexino. El experimento comenzará en la primera mitad de 2018 y tomará datos durante aproximadamente dos años. Una campaña de calorimetría de alta precisión (<1% de incertidumbre en la medida) con dos calorímetros separados se llevería a cabo antes de insertar la fuente en el túnel, al final de la campaña de adquisición de datos y posiblemente en algún momento durante la duración del experimento, para proporcionar una medición precisa e independiente de la actividad de la fuente, de modo que se pueda llevar a cabo un estudio de posibles déficits de flujo con poca incertidumbre. También se han desarrollado técnicas de análisis de la forma de la señal de antineutrinos para incrementar la sensibilidad del experimento, y de tal manera cubrir todo el espacio de fases "anómalo" que aún cuenta con suficiente relevancia estadística, donde podrían hallarse neutrinos estériles ligeros. 
En octubre de 2017, una prueba de transporte "en blanco" (sin material radiactivo) se llevó a cabo con éxito en las inmediaciones de Borexino en los LNGS, para cubrir los últimos pasos requeridos por las regulaciones vigentes antes de que llegase la fuente verdadera. Sin embargo, a finales de 2017 se dieron a conocer públicamente problemas con la fabricación de la ceria (óxido de cerio (IV) o CeO2) para el generador de antineutrinos de CeSOX por parte del conglomerado estatal ruso PA Mayak. Estos problemas significaron que el generador no sería capaz de proporcionar un número suficiente de antineutrinos para los propósitos del experimento, lo que llevó a una revisión formal del experimento y su fecha de inicio prevista.